# Miscel·lània
Es denomina miscel·lània o calaix de sastre, a un gènere literari pertanyent a la didàctica que es va donar principalment al Renaixement i al Barroc a Espanya, durant els segles XVI i XVII. És un dels principals antecedents de l'assaig. És una col·lecció de materials heterogenis units pel compilador i l'interès públic, que barreja l'opinió expressada, la informació i l'entreteniment. L'estructura de les miscel·lànies varia des del diàleg a la col·lecció de cartes o epístoles, la divisió per apartats temàtics o la reunió d'una sèrie de personatges que van divagant sobre temes proposats per un d'ells.
De fet, les miscel·lànies van néixer al món clàssic, més tard, els cançoners medievals i renaixentistes i els reculls de contes de l'Edat Moderna són exemples d'aquesta pràctica. Durant el segle xx, el terme s'ha fet extensiu a les recopilacions musicals variades, tot augmentant la varietat de tipus d'escrits que es podien incloure, en línia amb el fragmentarisme de la postmodernitat. Entre altres formats, pot ser: 
- Una obra composta de treballs en prosa o en vers, publicada en homenatge a un escriptor, un polític, un científic, etc., pels seus amics.
- Un aplec manuscrit d'escrits sobre matèries vàries.
- Un recull de diversos opuscles que, a les biblioteques, solen ser relligats conjuntament, tenint en compte llur format.

## Enciclopèdies primitives
Encara que cultivat ja a l'Antiguitat grecoromana i a l'Edat mitjana, és un gènere típic de l'omnímoda curiositat de l'homo universalis o home universal del Renaixement i, elaborat per humanistes, constitueix un dels principals precedents de l'assaig o gènere assagístic, encara que de vegades les van compondre cavallers de lectura àmplia i desordenada. Consisteix en una col·lecció de curiositats o materials heterogenis que només tenen en comú el fet de suscitar l'interès del compilador i del públic que presumptament comprarà l'obra, barrejant l'opinió, la instrucció i la diversió, i, de vegades, també l'adoctrinament moralitzant. El seu equivalent en la literatura àrab és l'adab, que reuneix respostes enginyoses o jocoses, acudits, sentències morals, refranys, històries i anècdotes, però que combina, com és propi d'aquestes obres, la poesia amb la prosa, i aquesta última és molt més abundant; entre els cultivadors de l'adab a la literatura hispanoàrab destaca Abú Bakr Ibn 'Asim.
El caràcter proteic i multiforme del gènere ho va fer molt popular. Van ser traduïdes i adaptades a totes les llengües i, com en les Polyanthea o enciclopèdies generals a què recorrien els capellans per il·lustrar els seus sermons i els escriptors i dramaturgs per documentar les seves obres, aquests trobaven fàcilment en elles la seva inspiració. En elles podien trobar-se tota mena d'històries o personatges pintorescs, agudeses d'enginys, proses, versos i fins i tot peces dramàtiques de la més variada procedència, tant culta com popular.

## Recorregut del gènere
Ja els grecs i romans van assajar el gènere miscel·lani: Plutarc entre els primers, Plini el Vell i Aulus Gel·li entre els segons en són exponents. Els medievals també van incursionar en el gènere: San Isidor, John Mandeville, Marco Polo etcètera. A les miscel·lànies del segle XVI s'incloïen texts de procedències molt diverses l'únic denominador comú de les quals era l'interès, el que podríem anomenar "curiositats"; alguns eren coneixement erudits: episodis històrics del present i del passat, fets cèlebres, apotegmes, facècies, faules, etc. altres eren records autobiogràfics, com passa amb Luis Zapata, 
Però sobretot la gran aportació pertany a la cultura popular i tradicional i es deu relacionar amb els plecs de cordill: s'expliquen casos portentosos: una dona que pari un elefant, una altra que dona a llum 155 fills de la mida del dit petit, llegendes nascudes d'interpolacions com la de la Papessa Joana, les amazones, descripcions geogràfiques de caràcter fantàstic (fonts i rius en especial), o de monstres (com els bestiaris medievals) o éssers humans monstruosos o estranys, històries de fantasmes i apareguts, de dimonis, receptes de bellesa, consells domèstics (com per exemple per eliminar les txitxes), medicina popular, recorrent a diverses tradicions orals de curanderos, supersticions, etcètera, de manera que fins al mateix Quevedo es va burlar d'aquest tipus de col·leccions escrivint el seu Llibre de totes les coses i moltes altres més.
Aquest tipus de literatura es presenta de vegades esquematitzada fins a donar lloc a llibres d'acudits i malnoms. Així, per exemple, Els sis-centes apotegmes de Joan Rufo o, de Lluís del Milà, El cortesano, llibre de malnoms de dames i cavallers (1561), també a la Col·lecció de Llibres Raros o Curiosos, Madrid, 1874, pp. 60-409. Segons avança el temps, les miscel·lànies es transformen en un cúmul de receptes dispars, jocs de saló i curiositats sense cap transcendència, fins al punt que semblen fondre's amb els almanacs, especialment els populars, que tant èxit van tenir a França durant els segles XVII i XVIII.

## Miscel·lànies del segle XVI
A la península ibèrica van ser especialment llegides:
- Las Epístolas familiares (1539) de Fray Antonio de Guevara.
- De la invención y principio de todas las cosas, (Anvers, 1550), traducció al castellà De rerum inventoribus (1499) Polydore Vergil per l'humanista Francesc De Thámara.
- La Silva de varia lección (1540-1551) de Pedro o Pero Mexía, la primera escrita en llengua moderna a tot Europa
- Sobremesa y alivio de caminantes (Zaragoza y Medina del Campo, 1563), de Joan Timoneda.
- "Floreto de anécdotas ... que recopilé un fraile dominico residente en Sevilla a mediados del siglo XVI", inclòs en Memorial histórico español, tomo XLVIII, Madrid, Real Academia de la Historia, 1948, pp. 300-301.
- Silva de casos curiosos o Varia historia (1592) de Luis Zapata.
- La Sylva... (Valladolid, 1557) de Juan Pérez de Moya (en latín).
- De las cosas maravillosas del mundo (Sevilla, 1573), traducció de la Collectanea de Gai Juli Solí.
- La Silva curiosa (1583) de Julián de Medrano.
- El Jardín de flores curiosas (1573) de Antonio de Torquemada.

## Diari de Pepys
Samuel Pepys va escriure el seu diari al llarg de cinquante anys..

## Miscel·lànies del segle XVII
- Diálogos del apacible entretenimiento (Barcelona, 1605) de Gaspar Lucas Hidalgo.
- Parte primera del libro intitulado Noches de Invierno (Pamplona: Carlos de Labayen, 1609), de Antonio Eslava.
- Plaza universal de todas ciencias y artes (1615) de Cristóbal Suárez de Figueroa, refundición y ampliación de la Piazza universale (1585) de Tomaso Garzoni.
- Varias noticias importantes a la humana comunicación (1621), de Cristóbal Suárez de Figueroa.
- Pusilipo. Ratos de conversación en los que dura el paseo (1629), de Cristóbal Suárez de Figueroa.
- Segunda parte de los casos prodigiosos (1629) de Juan de Piña.
- Los cigarrales de Toledo de Tirso de Molina.
- Cartas filológicas (1634) de Francisco Cascales.
- Errores celebrados (1653) de Juan de Zabaleta.
- Soledades de la vida y desengaños del mundo, (1658) de Cristóbal Lozano.

## Miscel·lànies delseglexviii
- Deleite de la discrección y fácil escuela de la agudeza (Madrid, 1743), de Bernardino Fernández de Velasco, XI duque de Frías.

## Calaix de sastre
El baró de Maldà escriu al seu dietari tot el que fa al llarg del dia, la vida de la seva família i la dels altres nobles que visita, a més de notícies i crònica social. Descriu amb molt de detall les festes i manifestacions culturals diverses. A les ocasions senyalades enumera tots els plats i llaminadures del menú, així com la presentació, les estovalles i els coberts. Es fixa molt en l'aparença física i el vestuari. No hi apareixen reflectides les classes socials baixes urbanes, a excepció d'alguns dels seus criats més propers, segurament perquè no hi tenia cap contacte. Tampoc hi ha gaires comentaris sobre pagesos.